# Badische V (alt)
Die fünf Fahrzeuge der Gattung V, ab 1868 Vb alt der Großherzoglich Badischen Staatseisenbahn waren die ersten Lokomotiven der Bahn mit gekuppelten Achsen. Die Loks waren nach den Familiennamen der Wissenschaftler Galileo Galilei, Isaac Newton, Johannes Kepler, Pierre-Simon Laplace und François Marie Guyonneau de Pambour benannt.
Gebaut wurden die Maschinen für 1600 mm Breitspur mit Innenrahmen, Außenzylinder, Innensteuerung und überhängendem Stehkessel. Die gegabelte Treibstange wies die sogenannte Scherenanordnung auf und war mit 3,1 m ungewöhnlich lang. Der Antrieb erfolgte auf die hintere Achse, eine Bauweise die sonst nur noch bei österreichischen Lokomotiven zu finden war. Durch diese Bauweise wurden an zwei Lokomotiven innerhalb von drei Wochen Schäden festgestellt. Bei der Lok Kepler wurde deshalb der Antrieb auf die vordere Achse umgebaut und es wurden die Achsen ausgetauscht. Da keine weiteren Schäden auftraten, beließ man es bei diesem einmaligen Umbau.
Die Loks besaßen aufgrund der Holzfeuerung einen Mantelschornstein mit Turbine. Dieser war unförmig sowie schlecht konstruiert, so dass er bei einer Lok beim Befahren einer Weichenkrümmung abknickte.
Die Lok war in der Lage 368 t auf einer Strecke mit einer Steigung von 1:300 mit einer Geschwindigkeit von 31 km/h zu ziehen.
Bei der Umspurung auf Normalspur 1854 wurden die Maschinen auf die Achsfolge 1A1 umgebaut und erhielten einen Außenrahmen, um den vorhandenen Kessel weiternutzen zu können.
Die Fahrzeuge hatten einen Schlepptender der Bauart 3 T 5,40.
Einsatzort der in Basel und Freiburg beheimateten Loks war Südbaden.